# Acantopsis octoactinotos
Acantopsis octoactinotos е вид лъчеперка от семейство Cobitidae. Видът е световно застрашен, със статут Уязвим.

## Разпространение
Разпространен е в Малайзия (Сабах).

## Описание
На дължина достигат до 9,6 cm.